# Fokker F.X
De Fokker F.10 was een door het Nederlandse bedrijf Fokker gebouwd vliegtuig uit het eind van de jaren 20 van de 20e eeuw. De F.10 is een evolutie van de Fokker F.VII tri-motor. In feite slechts een grotere versie van hetzelfde ontwerp.
De F.10 was een hoogdekker en had drie motoren waarvan één op de neus. Elke motor had een drie bladige propeller.

## Geschiedenis
Het ontwerp van de F.10 is grotendeels hetzelfde als dat van de F.VII. De cockpit en de vleugels waren identiek. De cabine was slechts een verlengde versie waardoor er plaats was voor 12 passagiers in plaats van 8. Aan de staart waren wel wat modificaties aangebracht en de F.10 kreeg ook wat sterkere motoren mee.
De F.10 werd uitsluitend gebouwd in de Verenigde Staten, al werden de vleugels in het begin vanuit Amsterdam over gevaren. Amerikaanse Fokkers werden in die jaren aangeduid met een Arabisch cijfer, om ze te onderscheiden van de Europese die met een Romeins cijfer werden aangeduid.
Kort na de introductie van de F.10 (er waren er tot dan toe 7 gebouwd) ging Fokker over op het bouwen van de Fokker F.10a. Deze versie had een grotere vleugelspanwijdte (de vleugel werd nu ook in Amerika gefabriceerd), en een bestuurbaar staartwiel.
In totaal zijn er 65 F.10en (+F.10a's) gebouwd, allen voor de Amerikaanse markt. Eén ging er naar de marine, één ging er naar de luchtmacht en de rest ging naar maatschappijen als Western Air Express, Pan American World Airways, American Airways en Universal Airlines.